# Museum Jan Cunen
Museum Jan Cunen is een kunstmuseum gevestigd in de monumentale 'Villa Constance', een fabrikantenvilla in het centrum van de Noord-Brabantse stad Oss. In het museum worden tentoonstellingen gehouden van negentiende-eeuwse, (vroeg) twintigste-eeuwse en hedendaagse kunst en over het 'Verhaal van Oss', met educatie als speerpunt. Sinds 2001 is het gebouw aangewezen als Rijksmonument. Museum Jan Cunen verzelfstandigde in 2016. In september 2017 heropende het museum na een verbouwing, herinrichting en uitbreiding. Er werd een nieuwe hoofdentree gecreëerd, een nieuwe horeca met terras en een nieuwe museumwinkel gerealiseerd.

## Geschiedenis

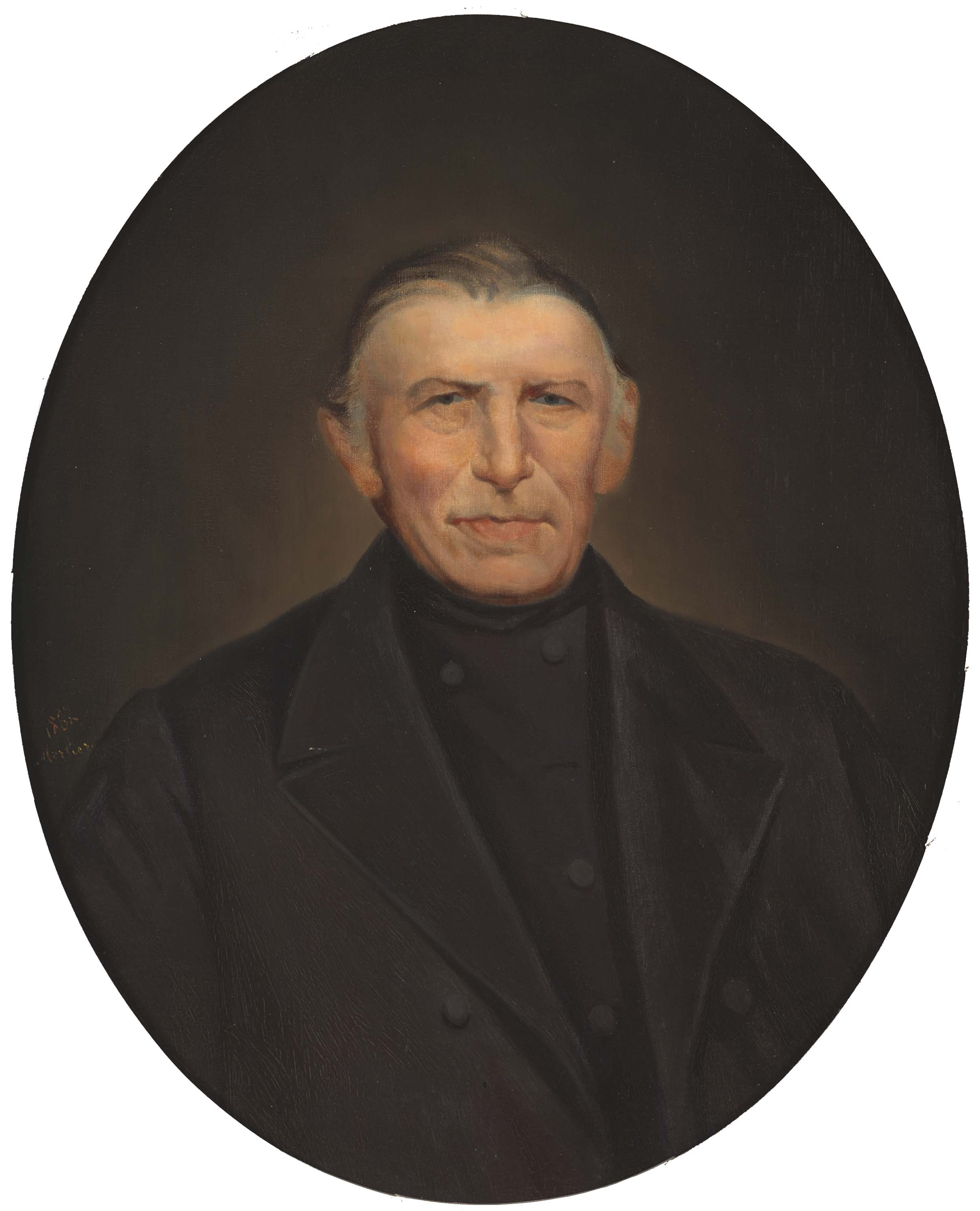
Antoon Jurgens door Johan Mer, 1882 (jc 0343)

Stadsarchivaris Jan Cunen (1884-1940) is de grondlegger van de collectie en van het naar hem vernoemde museum. Al in 1934 richtte hij een kamer in het souterrain van het gemeentehuis in als 'museum'. Het gemeentebestuur verzamelde destijds portretten van Osse industriëlen en burgemeesters. Door belangrijke archeologische vondsten in de jaren dertig waren de ideeën voor een gemeentelijk museum ontstaan. De vondst van het gebogen zwaard in het zogenaamde Vorstengraf was hiervoor een belangrijke stimulans. Jan Cunen breidde de collectie uit met religieuze beelden, streekdracht, munten en penningen en andere archeologische vondsten. Daarnaast verschenen er diverse publicaties van zijn hand over de geschiedenis van Oss en het Maasland. In 1949 werd het museum postuum naar hem vernoemd. Sinds 1978 functioneerde het museum onder de naam Jan Cunen centrum, waarbij educatie een belangrijke taak was geworden. Sinds 2010 gaat het museum verder onder de naam Museum Jan Cunen. In 2023 won het museum de VriendenLoterij Museumprijs, waarmee honderdduizend euro gemoeid was.

## Villa Constance
De monumentale villa waarin het Museum Jan Cunen is gehuisvest, werd in 1888 gebouwd naar een ontwerp van H.R. Hendriks. Opdrachtgever was Arnold van den Bergh, zoon van de Osse margarinefabrikant Simon van den Bergh. Hij vernoemde het pand naar een van zijn dochters. In 1891 vertrok de familie uit Oss en werd de villa verkocht aan Arnold Jurgens (1842-1912), eveneens margarinefabrikant in Oss. Hij veranderde de naam in 'Villa Johanna', naar zijn vrouw, en pas bij een opknapbeurt in de jaren zeventig van de 20e eeuw werd de oorspronkelijke naam 'Villa Constance' herontdekt. De Franse kloosterzusters 'Religieuses Filles de Notre Dame', die uit Frankrijk waren uitgeweken ten gevolge van de secularisatiepolitiek aldaar, kochten de villa toen ook Jurgens in 1899 uit Oss wegging. De zusters hadden hier een pensionaat. Zij vertrokken omstreeks 1910. Hierna werd het gebouw bewoond door particulieren en deed het van 1921 tot 1974 dienst als stadhuis, voordat het in zijn geheel als museum in gebruik werd genomen.
De bouwstijl van Villa Constance kan, vanwege de renaissance-en barokelementen, neoclassicistisch worden genoemd. Omdat bij de bouw gewerkt is met onderdelen die kant-en-klaar zijn gekocht, spreekt men ook wel van industrieel neoclassicisme.

## Museum Jan Cunen
Sinds de verzelfstandiging van het museum in 2016 hebben meerdere succesvolle tentoonstellingen plaatsgevonden, waaronder de thema-tentoonstellingsreeks POWERVROUWEN. Binnen deze reeks vielen vier afzonderlijke tentoonstellingen genaamd ‘Vrouwen van Oranje - Portretten van vijf koninginnen', 'Naakte emotie - fotograaf Micky Hoogendijk', 'Iconisch - sculpturen van Margot Homan' en de presentatie over de anticonceptiepil: 'De pil van Oss!'. Deze tentoonstellingsreeks trok ruim 21.000 bezoekers. Naast deze tentoonstelling waren onder andere 'Marie Cécile Thijs - Tussen Hemel en Aarde', 'Bagger! Het begin van de Nederlandse geschiedenis', 'Hans van Bentem - The Attic', 'WE ARE FOOD - Over de kunst van voedsel', 'Leo van den Bergh - Geboren fotograaf', 'Lotta Blokker - The Hour of the Wolf' en 'Van Armando tot Tajiri - ontdekkingen van een verzamelaar' te zien.
Museum Jan Cunen wil zijn publiek actief leren kijken om de waardering voor en het begrip van kunst en cultuur te bevorderen. Daarbij zoekt het naar een dynamische wisselwerking tussen heden en verleden, collectie- en tentoonstellingsbeleid.

## Collectie
De collectie beeldende kunst van het museum omvat schilderijen en werken op papier van ongeveer 1800 tot heden (met als zwaartepunten Haagse School en kunst na 1945), sculptuur en fotografie, film en videokunst. Zo zijn er werken van de volgende kunstenaars in de collectie opgenomen: Hendrik Willem Mesdag, Jan Toorop, Cornelis Kruseman, George Hendrik Breitner, Willem Roelofs, Jan Weissenbruch, Isaac Israëls, Thérèse Schwartze, Jacob Maris, Armando, Pieter Engels, David Bade, Viviane Sassen, Elspeth Diederix, Jan Schoonhoven, Marc Mulders, Henk Visch, Gijs Assmann.
De streekhistorische collectie omvat geologische (mineralen en fossielen), archeologische (grafvondsten) en religieuze voorwerpen, alsmede een breed scala aan gebruiksvoorwerpen, industriële voorwerpen, textiel (merklappen, streekdrachten) en beeld- en documentatiemateriaal.
De collectie wordt niet in een vaste presentatie getoond, maar delen worden wel regelmatig binnen tijdelijke thema-presentaties tentoongesteld. De collectiestukken worden ook regelmatig uitgeleend aan andere musea.

Collectie Museum Jan Cunen
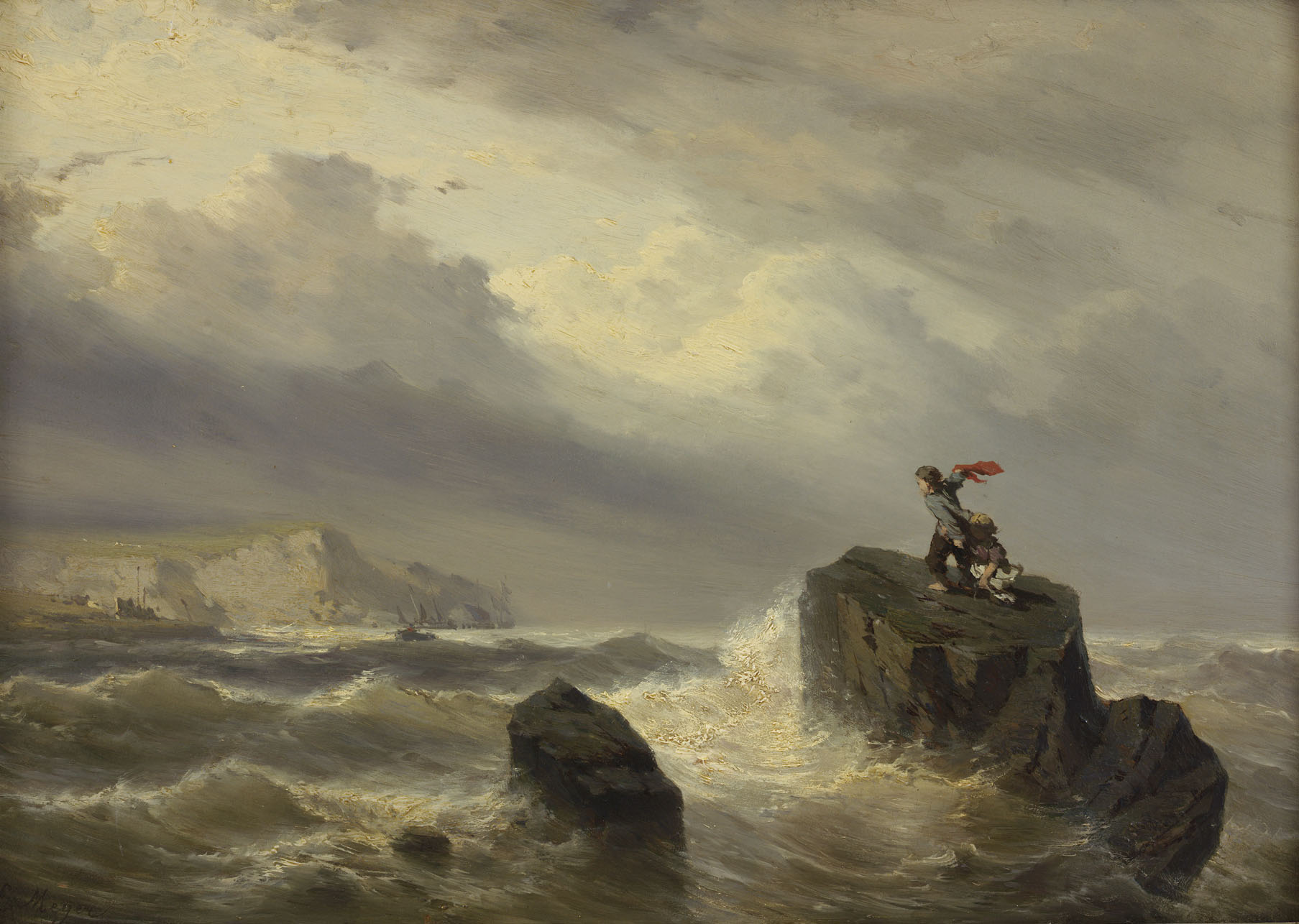
Louis Meijer - Kinderen op rots in volle zee, Collectie Museum Jan Cunen, Oss (jc 0727)
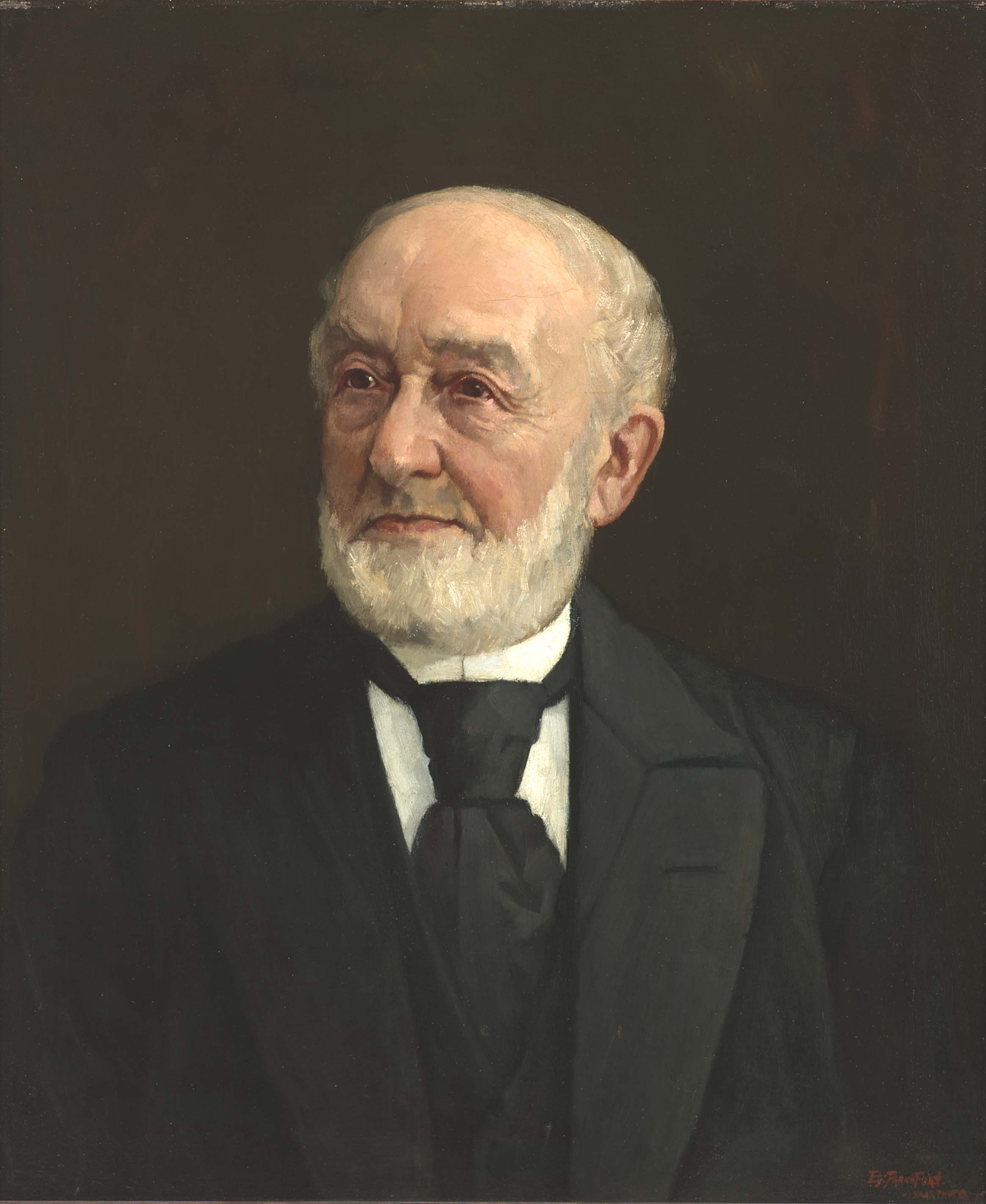
Simon van den Bergh door Eduard Frankort, Collectie Museum Jan Cunen, Oss (jc 0341)
Jan Toorop - het pianospel, Collectie Museum Jan Cunen, Oss (jc 0298)